# Chiara Paroni
Chiara Paroni (San Vito al Tagliamento, 5 gennaio 1991) è una calciatrice italiana, di ruolo attaccante, dall'estate 2017 svincolata.

## Carriera

### Club
Chiara Paroni ha iniziato a giocare a calcio all'età di sei anni nelle file dell'Esperia 97, squadra di calcio maschile di Mortegliano. A 13 anni è passata alle giovanili del Chiasiellis, squadra con la quale disputa i campionati Under-14 (Giovanissime) per passare in seguito alla formazione Primavera.
All'età di 17 anni, con le biancazzurre, ha fatto il suo esordio in Serie A nella stagione 2007-2008, totalizzando 11 presenze e un gol. Ha contribuito, segnando il suo secondo gol stagionale, alla salvezza della squadra friulana, quando, l'11 maggio 2008 a Longarone, è entrata negli ultimi minuti della partita spareggio dei play-out giocata contro il Trento per determinare la retrocessione alla Serie A2 di una delle due squadre per la stagione successiva, match vinto dal Chiasiellis 4-2.
Rimasta tre campionati al Chiasiellis, al termine della stagione di Serie A 2009-2010 ha deciso di affrontare una nuova avventura accettando la proposta del Graphistudio Pordenone, società che a quel tempo militava in Serie A2 e stava cercando di rinforzare la propria rosa per puntare alla promozione alla massima serie. Con la nuova maglia ha atteso il termine della stagione 2011-2012 per tornare a giocare in Serie A.
Nell'estate 2015 ha lasciato il Pordenone, appena retrocesso in Serie B, per passare al Tavagnacco, con cui alla prima stagione in giallobu ha collezionato 15 presenze e 1 goal in campionato.

## Palmarès

### Club
- Campionato italiano di Serie A2: 1

Graphistudio Pordenone: 2011-2012 (Girone B)